# Абдуллаев, Абдухашим Абдуллаевич
  Абдуллаев Абдухашим Абдуллаевич  (1950) — советский и узбекский государственный, общественный, хозяйственный деятель. 

## Биография
Родился 1950 году в Ферганском районе, Ферганской области Узбекской ССР. Образование высшее, окончил Ферганской политехнический институт (1972 г),  (1991 г.)

## Трудовая деятельность
- 1972-1976 гг. — электромонтер-ремонтник Ферганского масложиркомбината , электромонтёр по ремонту электрооборудования, мастер испытательного участка цеха электроснабжения Ферганского завода азотных удобрений, старший инженер по новому производству проектно-конструкторского отдела Ферганского завода азотных удобрений,
- 1976-1981 гг. — старший энергетик производства триацетилцеллюлозы Ферганского завода азотных удобрений,
- 1981-1983 гг. — заместитель главного энергетика по тепловодоснабжению Ферганского ПО «Азот»,
- 1983-1992 гг.  — работа в партийных органах г.Ферганы,
- 1992-1995 гг. — заместитель генерального директора по производству Ферганского ПО «Азот»,
- 1995-2005 гг. — генеральный директор Ферганского ПО «Азот»,
- 2005-2006 гг. — хоким (мэр) города Маргилан,
- 2006-2008 гг. — хоким (губернатор) Ферганской области,
- 2008-2010 гг.  — заместитель генерального директора по производству открытого акционерного общества «Farg’onaazot»,
- 2010-2017 гг. — заместитель председателя правления по производству акционерного общества «Farg’onaazot»,
- 2017-2019 гг. — председатель правления акционерного общества «Узкимёсаноат»

Абдуллаев Абдухашим Абдуллаевич является одним из корифеев отечественной химической промышленности Узбекистана. За свою более 40 летнюю деятельность в этой отрасли, внёс огромный вклад в развитие данной сферы, сумел сохранить и приумножить её квалифицированными кадрами. До сегодняшнего дня Ферганское ПО «Азот» является флагманом в постсоветском пространстве. Он считается одним из самых уважаемых среди народа руководителей Узбекистана. В частности большое внимание уделяет русскоязычным работникам, вследствие его постоянной поддержки до сегодняшнего дня в отрасли работают многочисленные русскоязычные квалифицированные специалисты.